# De Gannes Village
De Gannes Village es una villa de Trinidad y Tobago, que forma parte de la región de Siparia.

## Geografía
La villa abarca parte de la isla Trinidad y limita al norte con Thick Village y Syne Village, al sur con Siparia, al este con Syne Village y al oeste con Thick Village.

## Demografía
Datos demográficos de la villa de De Gannes Village:
| Gráfica de evolución demográfica de De Gannes Village entre 2000 y 2011 |
|                                                                         |